# Kinsey Anderson
Kinsey Amor Anderson (Preston, 18 de septiembre de 1926-11 de junio de 2012) es un físico estadounidense. Fue profesor emérito de física en la Universidad de California en Berkeley (UCB) y un pionero de la física espacial conocido internacionalmente durante los primeros años de la exploración de cohetes, globos y satélites, la atmósfera superior, los rayos cósmicos, el medio ambiente solar-terrestre y la física solar.

## Biografía
Nació en Preston, Minnesota, hijo de Malvin Anderson y Allene (Michener) Anderson. Recibió su licenciatura en física por el Carleton College en 1949, su doctorado en la Universidad de Minnesota con el profesor John Winckler en 1955 y se unió al departamento de física de UC Berkeley en 1960. Sirvió en la Marina de los Estados Unidos entre  1945 y 1946. Fue becario Guggenheim en 1959-1960.
Durante la siguiente década en la UCB, él y sus estudiantes volaron instrumentos en muchas de las primeras generaciones de misiones científicas espaciales, incluidas las Plataformas de Monitoreo Interplanetario (IMP) 1-6, OGO 5, Explorer 33 y 35, y los submarinos lunares Apollo 15 y 16. Fue autor de unos 200 artículos científicos y formó a 24 estudiantes de posgrado en Berkeley. Fue director del Laboratorio de Ciencias Espaciales (SSL) de la UCB y miembro de la Academia Nacional de Ciencias.